# Walter Tardáguila
Walter Tardáguila (nascido em 13 de julho de 1943) é um ex-ciclista uruguaio. Representou o Uruguai em duas provas durante os Jogos Olímpicos de 1972.